# Soprano
Pour les articles homonymes, voir Soprano (homonymie).

Tessiture courante d'une voix de soprano.

Dans la musique occidentale, au sein de la musique classique, le terme soprano (ou soprane) désigne avant tout le pupitre dont la tessiture se situe « au-dessus » (de celui des altos, ténors et basses).
Dans le domaine vocal, il désigne la voix de femme ou d'enfant (fille ou garçon avant la mue), en soliste ou au sein d'un pupitre. Historiquement, il y a eu des sopranos masculins : les castrats des périodes baroque et classique. De nos jours, les hommes chantant en voix de fausset sont habituellement appelés contreténors ou sopranistes, lorsque leur ambitus se rapproche (cas exceptionnels) de celui du soprano.
Le développement en puissance et longueur de voix a conduit à l'étude des voix, que l'on nomme aujourd'hui typologie vocale. Celle-ci décrit plusieurs types de sopranos, des plus puissants (soprano dramatique) aux plus aigus (soprano léger).
Dans les familles d'instruments, on désigne comme soprano tout instrument dont l'ambitus se situe au-dessus de tous ceux de sa famille. Exemple, le saxophone soprano se trouve au-dessus du saxophone alto.

## Description

### Tessiture
Dans une partie de chœur, de chorale ou d'ensemble vocal, son étendue va de si2 à do5, ce qui représente environ deux octaves. Cette voix y est souvent chargée de chanter la mélodie. S'il s'agit d'un soprano soliste, on parlera alors de sa typologie vocale.
Dans un édifice polyphonique, si aucune source vocale ou instrumentale particulière n'est mentionnée, le soprano désigne simplement la partie supérieure, située au-dessus de l'alto. Elle n'est donc pas attachée à la tessiture de la voix mais bien à celle de sa famille : du point de vue des tessitures, il n'existe pas de relation stricte entre celle d'un instrument « soprano » et celle de la « voix de soprano » : par exemple, la flûte à bec soprano, « sonne » une octave plus haut que la voix de soprano.

### Puissance
En musique classique, la voix est travaillée afin d'émettre une puissance maximale d'au moins 80 dB à un mètre (ce qui correspond alors à une voix dite de salon, ou de concert).
En typologie vocale, on utilise les acceptions modernes : légère, lyrique, lirico-spinto, dramatique, afin de qualifier la puissance de la voix (graduellement dans l'ordre).
La puissance vocale n’est cependant pas le seul critère pour l’emploi de ces termes : ainsi, un soprano léger se caractérise aussi par sa tessiture plus aiguë.

### Placement de la voix
Conforme à l'esthétique classique, la voix de soprano s'est construite sur une esthétique d'homogénéité du timbre (pas de sensation de brisure du grave à l'aigu), et a développé sa puissance sur des techniques de plus en plus exigeantes (taille des scènes). La spécificité de la voix de soprano tient à ce qu'elle travaille souvent ses graves afin de ne pas utiliser sa voix de poitrine, ou le plus légèrement possible.

## Historique

### Étymologie
D'origine italienne (« sopra » voulant dire « dessus »), le mot « soprano » est utilisé depuis la fin du XVIIe siècle dans la musique vocale en remplacement des appellations « superius » ou « dessus ». Il est, en français comme en italien, du genre masculin quel que soit le sexe du chanteur (« un soprano », « des sopranos »). S'agissant de voix féminines, on trouve parfois le dérivé « soprane » du genre féminin (« une soprane », « des sopranes ») ; ce terme est toutefois absent du Dictionnaire de l'Académie française et du Littré (qui emploie la forme « soprano » au masculin et au féminin).

### Typologie vocale
La typologie vocale détaillée ci-dessous (aussi appelée FACH system) est une invention relativement moderne (fin XIXe siècle - début XXe siècle) et correspond exclusivement à la technique vocale d'esthétique classique. Elle ne peut en aucun cas être appliquée aux autres genres musicaux comme la variété ou le jazz.
Il existe plusieurs sous-catégories de sopranos qui diffèrent par le caractère des personnages qu'ils interprètent, la vaillance de la voix (qui correspond souvent à un emploi particulier), et la richesse du timbre.
Les voix évoluant avec l'âge, il arrive fréquemment qu'une cantatrice change d'emploi et de registre au cours de sa carrière.

#### Soprano léger
Le soprano léger, parfois appelé soprano colorature — soprano leggero, di coloratura ou d'agilità  en italien — est une sous-catégorie de soprano possédant la tessiture la plus aiguë — et en général la plus agile — mais aussi la moins puissante (do3- fa/sol5) et un timbre « flûté et pur ».
Une confusion est souvent faite entre le terme « léger » et le terme colorature qui a tendance à lui être substitué ou accolé sur le modèle italien : ce dernier désigne en effet une facilité à vocaliser et non une tessiture aiguë. Il existe ainsi des sopranos lyriques colorature, des sopranos dramatiques colorature et des mezzo-sopranos colorature. Par exemple, Maria Callas est un soprano dramatique colorature et Cecilia Bartoli une mezzo-soprano colorature.
Rôles de soprano léger : Lakmé dans Lakmé de Léo Delibes.
Lily Pons, Caroline Miolan-Carvalho, Natalie Dessay, Sabine Devieilhe, Mady Mesplé et Mado Robin sont des exemples de sopranos légers colorature.

#### Soprano lyrique
Le soprano lyrique — soprano lirico en italien — est une sous-catégorie de soprano occupant une place centrale, tant du point de vue de l'agilité que de celui de la puissance.
On distingue principalement trois catégories de sopranos lyriques : soprano lyrique léger, soprano lyrique et soprano lirico spinto.
Le soprano lyrique léger  — soprano lirico-leggero  en italien — (do3- ré5) qui possède « une ligne de chant très pure et un timbre radieux [mais] ni la puissance d'un soprano lyrique, ni l'aisance dans les vocalises et le suraigu d'un soprano léger ». Amina dans La sonnambula de Bellini ou Manon de Massenet sont des sopranos lyriques légers. Edita Gruberova et Diana Damrau sont des exemples de sopranos lyriques légers.
Le soprano lyrique — soprano lirico en italien — (do3- ré5) : la plus répandue durant la période romantique (jusqu'au milieu du XIXe siècle) car la plus centrale. Violetta Valéry dans La traviata de Verdi, Marguerite dans Faust de Gounod ou Micaëla dans Carmen de Bizet sont des sopranos lyriques. Elisabeth Schwarzkopf, Mirella Freni et Victoria de los Ángeles sont des exemples de sopranos lyriques.
Le soprano lirico spinto ou demi-caractère   — soprano lirico-spinto (de l'italien spinto (litt. « poussé ») qui caractérise une voix de soprano ou de ténor pouvant soutenir des effets dramatiques pendant un instant plus ou moins long, d'où le terme de « poussé ») ou lirico-drammatico  en italien —  (do3- do5), typologie apparue au milieu du XIXe siècle nécessitant une puissance plus importante afin de surmonter des orchestres de plus en plus étoffés (comme ceux des opéras de Jules Massenet ou de Giacomo Puccini). Mimi dans La Bohème de Giacomo Puccini, Aïda dans Aida de Verdi ou Nedda dans Pagliacci de Leoncavallo sont des sopranos lirico spinto. Montserrat Caballé, Renata Tebaldi, Lianna Haroutounian, Renata Scotto et Anna Netrebko sont des exemples de sopranos lirico spinto.

#### Soprano dramatique
Le soprano dramatique — soprano drammatico  en italien — est la catégorie la plus grave et la plus puissante des sopranos. Elle comporte principalement trois catégories : soprano dramatique, soprano wagnérien et soprano Falcon.
Le soprano dramatique (si2- do5), au timbre sombre et dont le registre grave est plus sollicité que pour les autres sopranos. Abigaille dans Nabucco de Verdi, Santuzza dans Cavalleria rusticana de Mascagni, Gioconda dans La Gioconda de Ponchielli sont des sopranos dramatiques. Martha Mödl, Astrid Varnay, Birgit Nilsson, Leonie Rysanek, Helga Dernesch, Régine Crespin et Jessye Norman sont des exemples de sopranos dramatiques.
Le soprano wagnérien (fa2 - do5), principalement dans les opéras de Richard Wagner. Brünnhilde dans La Walkyrie de Wagner ou Elektra de Strauss sont des sopranos wagnériens. Birgit Nilsson est un exemple de soprano wagnérien.
Le soprano Falcon  (la2 - ré5), caractérisé par une voix puissante et sombre dont le registre grave étendu et sonore rappelle le mezzo-soprano, mais néanmoins capable de soutenir les notes aiguës propres au soprano. Il tient son nom d'une célèbre cantatrice du XIXe siècle, Cornélie Falcon et correspond aujourd'hui à l'emploi qu'elle-même tenait dans les opéras de compositeurs comme Giacomo Meyerbeer et Jacques Fromental Halévy (par exemple Rachel dans La Juive).
Le soprano dramatique colorature ou d'agilité est un soprano lirico spinto ou dramatique qui possède l'agilité et le suraigu d'un soprano léger colorature, tout en conservant une puissance et une tessiture étendue (fa2 - fa5) lui permettant d'exécuter des prouesses vocales. Sa voix est « corsée et autoritaire », « souple et agile », « aussi à l'aise dans le grave que dans l'aigu, voire le suraigu », glissant de l'un à l'autre sans efforts apparents. L'exemple le plus célèbre est le rôle de la Reine de la Nuit dans Die Zauberflöte (La Flûte enchantée) de Mozart, avec sa fameuse série de contre-fa et dont le caractère furieux tranche avec l'utilisation traditionnellement gracieuse des vocalises. Norma de Bellini ou Anna Bolena de Donizetti sont des sopranos dramatiques colorature. Maria Callas, Joan Sutherland et Cristina Deutekom sont des exemples de sopranos dramatiques colorature.